# Giorgio Fontana
Giorgio Fontana (* 22. April 1981 in Saronno, Italien) ist ein italienischer Schriftsteller.

## Leben
Giorgio Fontana wuchs in der norditalienischen, industriegeprägten Kleinstadt Caronno Pertusella auf. Er studierte Vergleichende Literaturwissenschaft und Philosophie an der Universität Mailand. Seine Doktorarbeit untersuchte den inneren Realismus bei Hilary Putnam.
Seinen ersten Roman Buoni propositi per l'anno nuovo brachte er 2007 im renommierten Verlag Mondadori heraus. Er kam in die Endauswahl des Premio Massarosa sowie des Premio Rea. Im folgenden Jahr erscheinen zwei weitere seiner Erzählwerke. Beim im Verlag Marsilio erschienenen Novalis handelt es sich um den Roman über eine Gruppe von jungen Kreativen, die sich den Namen „Novalis“ gab. Babele 56. Otto fermate nella città che cambia, erschienen im Verlag Terre di Mezzo, ist eine Kollektion von Erzählungen und Reportagen über Migranten in Mailand. Das Buch kam 2009 in die Shortlist des Premio Tondelli.
Den Durchbruch als Schriftsteller erzielte er mit dem Roman Per legge superiore, 2011 beim Verlag Sellerio herausgekommen. Das fiktive Gerichtsprozessdrama ist auf Französisch und Deutsch übersetzt worden und erhielt insgesamt acht Preisnominierungen. Mit dem Essayband La velocità del buio, 2011 bei Zona erschienen, untersuchte Fontana das Vordringen des Obskuren in der zeitgenössischen italienischen Gesellschaft. 
Nebenbei arbeitete Fontana auch journalistisch mit Beiträgen etwa für die Tageszeitungen Corriere della Sera  und Il Manifesto sowie für Wired und Opendemocracy.net. Von 2005 bis 2010 war er Mitherausgeber der Literaturzeitschrift Eleanore Rigby. Seit 2015 schreibt er regelmäßig Disney-Comics für das Topolino, in die er wie in seine literarischen Werke hin und wieder philosophische Aspekte einbaut.
Seinen Lebensunterhalt verdient der Autor (Stand 2013) unter anderem als Webcontent Manager. Fontana lebt und arbeitet seit Jahren in Mailand.

## Werke
- Buoni propositi per l'anno nuovo, Mondadori, 2007.
- Novalis. Marsilio, 2008.
- Babele 56. Otto fermate nella città che cambia, Terre di Mezzo, 2008.
- Per legge superiore, Sellerio, 2011.
  - Im Namen der Gerechtigkeit. Roman. Aus dem Italienischen von Karin Krieger. Nagel & Kimche, München 2013, ISBN 978-3-312-00573-4.
- Morte di un uomo felice, Sellerio, 2014.
  - Tod eines glücklichen Menschen. Roman. Aus dem Italienischen von Karin Krieger. Nagel & Kimche, München 2015, ISBN 978-3-312-00664-9.
- Un solo paradiso, Sellerio, 2016
- Prima di noi, Sellerio, 2020

## Auszeichnungen
Wettbewerbsgewinne
- Premio Sodalitas per il Giornalismo Sociale - Sezione Web 2011
- Premio lo Straniero 2012
- Premio Racalmare - Leonardo Sciascia 2012
- Premio Letterario Chianti - 26ª edizione - 2013[5]
- Premio Campiello für Morte di un uomo felice - 2014

Finalteilnahmen
- Finalist des Premio Massarosa 2007
- Finalist des Premio Rea 2007
- Finalist des Premio Tondelli 2009
- Finalist des Premio Stresa di Narrativa 2012
- Finalist des Premio Roma 2012
- Finalist des Premio Azzeccagarbugli 2012
- Finalist des Premio Minerva 2012
- Finalist des Premio Ultima Frontiera 2012
- Finalist des Premio Sila '49 2012